# Europa-Park-Stadion
Das Europa-Park-Stadion (Eigenschreibweise: Europa-Park Stadion), auch Mooswaldstadion genannt, ist ein Fußballstadion in der baden-württembergischen Großstadt Freiburg im Breisgau. Es ist seit seiner Eröffnung im Oktober 2021 die Heimspielstätte des Fußballvereins SC Freiburg. Die Anlage liegt im Stadtteil Brühl neben dem Flugplatz der Stadt.

## Charakteristika des Stadions
Nach dem Entwurf der HPP Architekten aus Düsseldorf erbaute die Köster GmbH aus Osnabrück ein Stadion mit umlaufendem Ober- und Unterrang, wobei die Heimtribüne hinter dem Tor auf der Südseite aus einem durchgehenden Rang besteht. Bei einer Kapazität von 34.700 Plätzen ist ein hoher Anteil von 36 Prozent (ca. 12.400 Plätze) als Stehplätze ausgewiesen. Der Bau ist 25 Meter hoch und weist eine rechteckige Form auf. Neben der Geschäftsstelle des SC Freiburg wurden auch die Funktionsräume der Profimannschaft und der U23 in das Stadion integriert.

## Name
Das Stadion wurde vom Verein während der Bauphase SC-Stadion bzw. am Wolfswinkel genannt. Die organisierte Fanszene des SC Freiburg einigte sich darauf, das Stadion ihrerseits Mooswaldstadion zu nennen. Wie schon bei den alten SC Freiburger Stadien, dem Dreisamstadion (Lage an der Dreisam) und dem Möslestadion (im Gewann Mösle gelegen) sollte mit der Lage am benachbarten Wald ein lokaler Bezug hergestellt werden, ähnlich dem anschließenden Stadtteil Mooswald. Den Fans sei es wichtig gewesen, dem Stadion einen „echten“ Namen zu geben und „keinen Sponsornamen, der alle zwei Jahre wechselt“.
Seit dem 1. Oktober 2021 ist der Europa-Park im nahegelegenen Rust, der seit rund 30 Jahren Partner des SC Freiburg ist, Namenssponsor des Stadions, das seither den Namen Europa-Park-Stadion trägt. Es wurde ein langjähriger Vertrag abgeschlossen und über die Vertragsinhalte Stillschweigen vereinbart. Auch die Straßenbahn-Haltestelle der Linie 4, die zuvor nur Stadion hieß, wurde im September 2021 so benannt.
Bei internationalen Spielen lautet der offizielle Name gemäß der UEFA Stadion am Wolfswinkel.

## Geschichte
Das ehemalige Stadion des SC Freiburg, das 1954 eröffnete Dreisamstadion, entsprach nicht mehr den Anforderungen an eine moderne Spielstätte und durfte wegen eines zu kleinen Spielfeldes (100,5 m × 68 m), das vom Tor im Süden zum Tor im Norden Richtung Dreisam zudem ein Gefälle von 98 cm aufwies, nur aufgrund einer Sondererlaubnis der DFL weiter genutzt werden. Es wurde geraume Zeit über einen Umbau des Stadions oder einen Neubau diskutiert. Um die Wirtschaftlichkeit einer Umbau-Lösung zu prüfen, gab der SC eine Studie beim Unternehmen Freyler in Auftrag, nach der ein Umbau elf Jahre dauern und nur unwesentlich weniger als ein Neubau kosten würde. Die Gemeinderäte der Stadt Freiburg orderten im Frühjahr 2012 zudem ein Gutachten der Wirtschaftsprüfungsgesellschaft Ernst & Young, die eine Umbauzeit von maximal drei Jahren, jedoch auch deutlich höhere Kosten errechnete. Demnach wäre keine „zukunftsfähige Lösung“ am alten Standort möglich, sodass weitere Standorte geprüft und miteinander verglichen wurden.
Im Dezember 2012 stimmte der Freiburger Gemeinderat für den Bau eines neuen Stadions und bestätigte die Prüfung von drei möglichen Standorten, neben dem Wolfswinkel die Kleingartenanlage Hettlinger an der Güterumgehungsbahn und das Gewann Hirschmatten am Autobahnzubringer Mitte.
Die gemeinsame Arbeitsgruppe des Vereins und der Stadt einigte sich auf den Standort Wolfswinkel neben dem Flugplatz und der Technischen Fakultät der Uni im Stadtteil Brühl. Die Vorteile wurden in der guten ÖPNV-Anbindung und der Möglichkeit, Trainingsplätze auf dem Areal anzulegen, gesehen. Bis auf 200 m², die sich im Eigentum der Universität befinden, gehört das Gelände der Stadt. Zudem soll der Flugbetrieb weiterhin möglich sein. Die alternativen Standorte wurden vom Freiburger Gemeinderat in seiner Entschlussfassung am 25. Februar 2014 als weniger geeignet bewertet. Am 1. Februar 2015 stimmten die Bürger von Freiburg in einem Bürgerentscheid mit 58,2 Prozent für den Stadionneubau im Wolfswinkel.
Das Budget beträgt 76 Millionen Euro. Am 16. November 2018 erhielt der Verein die Baugenehmigung zum Bau eines neuen Stadions am Wolfswinkel. Im selben Monat war mit vorbereitenden Bauarbeiten begonnen worden. Es gab Ärger, als eine Firma das komplette Wurzelwerk einer Böschung wegfräste und damit die dort lebende Haselmaus gefährdete. Daher wurden in der Umgebung Ausweichquartiere geschaffen und die Tiere dorthin vergrämt. Ein Monitoring habe 2020 gezeigt, dass die Umsiedlung erfolgreich gewesen sei, berichtete die Stadt. Vor 500 geladenen Gästen, unter anderem mit Oberbürgermeister Martin Horn und SC-Präsident Fritz Keller wurde am 29. März 2019 der Grundstein für das Stadion gelegt.
Ende 2019 wurde die Fuß- und Radwegbrücke über die neue Zufahrt zum Stadion (Suwonallee) an der Granadaallee freigegeben. Auch die übrigen Arbeiten lagen im Zeitplan, allerdings gab es keinen Zeitpuffer mehr.
Anfang 2020 begannen die Arbeiten an der Dachkonstruktion. Um den Alltagsverkehr nicht zu behindern, wurden die Dachelemente des Nachts per Schwerlasttransport nach Freiburg gebracht. Am 5. März 2020 konnte auf der Baustelle das Richtfest gefeiert werden. Die Mannschaft des SC machte daraufhin einen Rundgang über die Baustelle.
Das Stadion sollte ursprünglich im August 2020 mit dem Beginn der Saison 2020/21 fertiggestellt werden. Im April 2020 gab SC-Finanzvorstand Oliver Leki in einem Interview mit dem Kicker an, dass dieser Termin aufgrund der Auswirkungen der COVID-19-Pandemie nicht eingehalten werden könne. Deshalb wurde für die Lizenzierung zur Saison 2020/21 neben dem SC-Stadion auch das Dreisamstadion als Spielstätte angegeben. Im Juli 2020 hieß es, dass das Stadion wohl erst zum Jahresende 2020 fertig werde und der Sport-Club eventuell nach der Winterpause in das neue Stadion umziehen könnte. Auch der Start der Saison 2020/21 wurde um einen Monat auf den September 2020 verschoben. Am 25. November 2020 wurde der Rollrasen im Stadion ausgelegt. Im Dezember waren die Innenräume mit 20.000 Quadratmeter auf fünf Etagen noch Baustelle und der SC wollte sich mit einem Einzugstermin noch nicht festlegen. Der Pachtvertrag für das alte Stadion musste im Februar 2021 ein weiteres Mal verlängert werden, auch weil über das Nachtspielverbot im neuen Stadion noch nicht entschieden war. Die Abnahme des Stadions sollte im ersten Halbjahr 2021 erfolgen und ab da muss der Sportclub Pacht zahlen. Die Mehrkosten durch die Bauverzögerung muss das Unternehmen Köster tragen.
Da der Innenausbau noch nicht abgeschlossen war, wurden die ersten drei Freiburger Heimspiele der Saison 2021/22 noch im Dreisamstadion ausgetragen. Am 7. Oktober 2021 wurde das Stadion während einer Länderspielpause mit einem 3:0-Testspielsieg gegen den Zweitligisten FC St. Pauli eröffnet. Einen Tag später musste der ein Jahr zuvor verlegte Rollrasen entfernt werden. Er war nicht richtig angewachsen. „Hauptgrund für den schlechten Zustand ist die Nässe im Sommer, einhergehend mit einem Pilzbefall,“ so SC-Sprecher Sascha Glunk. Am 16. Oktober 2021 fand am 8. Spieltag mit einem 1:1-Unentschieden gegen RB Leipzig das erste Bundesligaspiel im Europa-Park-Stadion statt.
Die teilweise sehr beengte Situation im Stadion-Umlauf war für die Fans in der Anfangszeit nach der Eröffnung nicht zufriedenstellend. Daraufhin wurden temporäre Erweiterungen an Teilbereichen des Stadion-Umlaufs eingesetzt. Im Mai 2023 stellte der SC neue Pläne für eine Erweiterung mit zusätzlichen Aufenthaltsflächen von mehr als 5.000 m² vor, mit neuen Verkaufsständen und zusätzliche Toiletten.

## Spiele der deutschen Fußballnationalmannschaft
Am 16. November 2024 trug die deutsche Fußballnationalmannschaft ihr erstes Länderspiel im neuen Freiburger Stadion aus.
|                                                |   |                         |     |
| 16. November 2024, UEFA Nations League 2024/25 |   |                         |     |
| Deutschland                                    | – | Bosnien und Herzegowina | 7:0 |

## Anbindung
Anfang Herbst 2020 wurden nach rund 18 Monaten die Arbeiten zur Erschließung beendet. Am 2. Oktober wurde die verkehrstechnisch wichtigste Zufahrtsstraße, die Suwonallee (nach der südkoreanischen Partnerstadt Suwon), für den Verkehr freigegeben. Sie verläuft zwischen dem Stadion mit dem Trainingsgelände und der Landebahn des angrenzenden Flughafens. Sie schafft eine Verbindung zwischen Madison- und Granadaallee. Des Weiteren gehören zu den Arbeiten Geh- und Radwege, zahlreiche Fahrrad- und PKW-Parkplätze, ein großer Busbahnhof sowie ein Boulevard von der zum Fahrplanwechsel 2020/21 eröffneten Stadtbahnhaltestelle zum Stadion. Mehr als 10.000 Passagiere pro Stunde sollen von der Dreifach-Haltestelle Europa-Park Stadion abfahren können. Ein Leitsystem mit Schilderbrücken lenkt die Besucher zu den hintereinander liegenden Haltestellenpositionen (Bahnsteig A, B und C), von denen drei Stadtbahnen gleichzeitig abfahren können.
Südöstlich des Stadions befindet sich die Haltestelle Technische Fakultät/Messe der Breisgau-S-Bahn an der Breisacher Bahn.
Am Eingang E2 des Stadions befindet sich eine Station des Fahrradverleihsystems Frelo. Zu Heimspielen des SC Freiburg sind alle Fahrten kostenfrei, die an dieser Station beginnen oder enden. Seit November 2023 wird nach Spielende die Madisonallee für den Kfz-Durchgangsverkehr in Richtung Industriegebiet Nord gesperrt, um auf einer Spur den Radverkehr führen zu können, der dadurch vom parallel auf einem gemeinsamen Fuß- und Radweg verlaufenden Fußverkehr getrennt werden kann. Der Radschnellweg nach Breisach soll zukünftig entlang der Breisacher Bahn verlaufen, mit Querung der Güterbahn auf einer eigenen Brücke, wodurch die Anbindung an das Stadion weiter verbessert wird.
Die Straße, die um das Stadion führt, ist nach dem langjährigen SC-Präsidenten Achim Stocker (1935–2009) benannt.

## Energieversorgung
Auf den Stadiondach wurde von Mai bis Juli 2022 die laut Herstellerangaben zweitgrößte Solaranlage auf einem europäischen Stadiondach installiert. Sie umfasst 6.200 Solarmodule des schweizerischen Herstellers Meyer Burger auf einer Fläche von 15.000 m². Mit 2,4 MWp Leistung kann sie rechnerisch den gesamten Strombedarf des Stadionbetriebs in Höhe von 2,3 GWh pro Jahr decken. Der Anschluss ans Stromnetz erfolgte im September 2022. Das Projekt wurde von Badenova Wärmeplus durchgeführt, welche sich auf 20 Jahre zum Betrieb der Anlage verpflichtete. Zur Sicherung der Fernsehübertragung bei Stromausfällen ist ein zusätzliches Dieselaggregat vorgeschrieben.
Das Stadion sowie der Rasen werden mit Prozess-Abwärme der Cerdia aus dem benachbarten Industriegebiet Nord geheizt. Auf dem Stadionparkplatz wurden von Badenova Netze 10 Ladesäulen für Elektrofahrzeuge mit einer Ladeleistung von jeweils 22 kW installiert sowie Reserverekapazitäten für weitere Ladestellen vorgehalten.

## Lärmschutz und Klagen

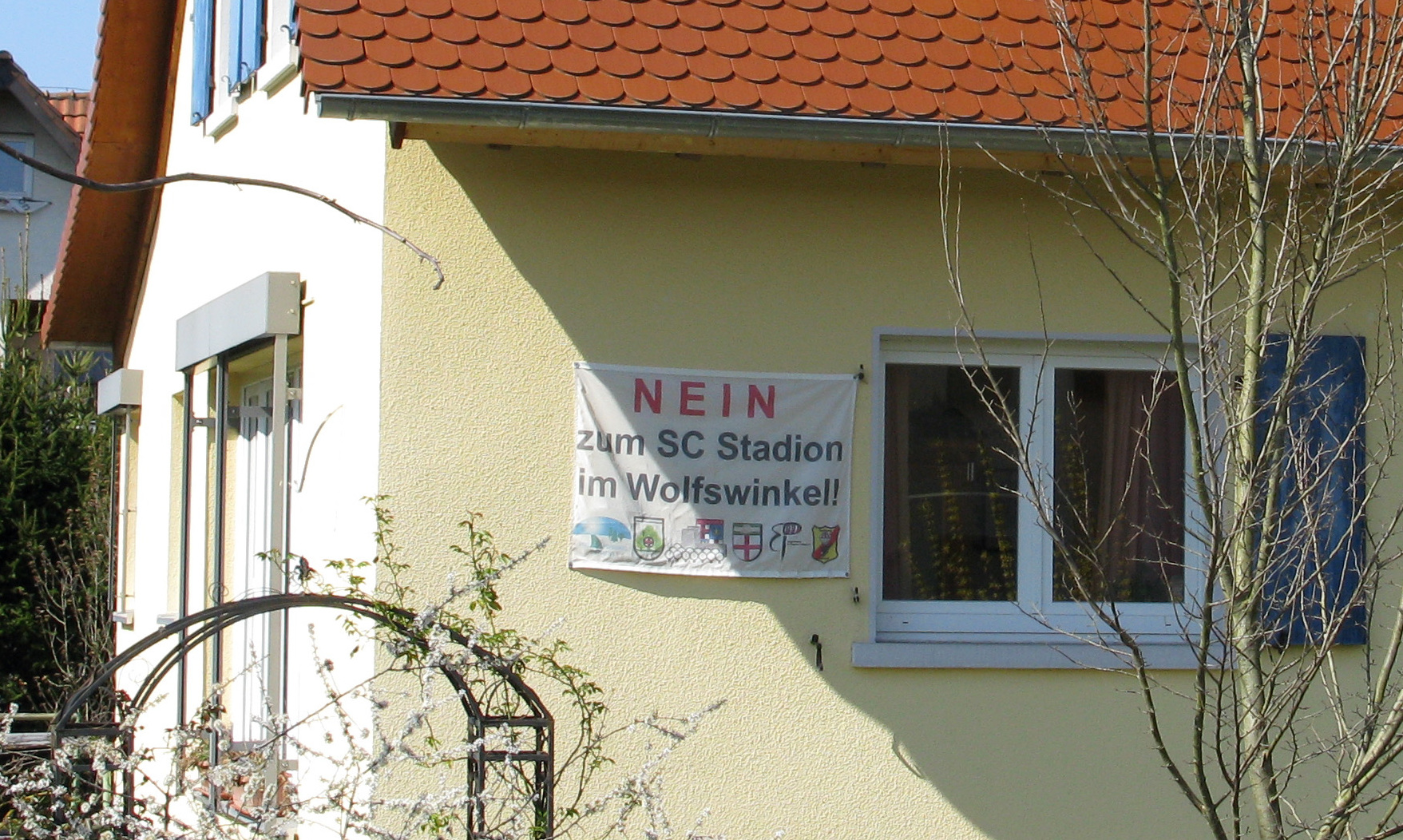
Protestplakat an einem Haus in der Mooswaldsiedlung

Im Mai 2019 hatte das Verwaltungsgericht Freiburg in einem Eilverfahren einen Baustopp, angestrengt von fünf Frauen und einem Mann (vertreten durch eine Karlsruher Kanzlei) und die zwischen rund 430 und 740 Meter von der westlichsten Stadionkante entfernt wohnen, abgelehnt. Dagegen hatten die sechs Kläger im Juni Beschwerde eingelegt. Die Freiburger Segelflieger hingegen zogen ihre Klage gegen das Stadion zurück, da sie 2019 eine neue Graslandebahn erhielten.
Der Verwaltungsgerichtshof Baden-Württemberg entschied am 2. Oktober 2019, dass für die Nutzung des Stadions vergleichsweise hohe Lärmschutz-Standards einzuhalten sind. Dies bedeutet, dass die ganze Woche über kein Spiel länger als 20 Uhr dauern darf und zusätzlich am Sonntag kein Spiel in die Zeit zwischen 13:00 Uhr und 15:00 Uhr fallen darf. Für nicht-sportliche Veranstaltungen gelten andere Regeln. Das Urteil fand bundesweit und in Großbritannien Beachtung. Wenige Stunden nach der Veröffentlichung des Urteils am 23. Oktober 2019 wurde bekannt, dass das Gericht das Urteil auf Basis veralteter Lärmgrenzwerte (gültig bis 2017) begründet hatte. Am 20. Mai 2020 gab der Verwaltungsgerichtshof der Anhörungsrüge des Landes Baden-Württemberg zur Zulassung von Spielen im neuen SC-Stadion in vollem Umfang statt. Somit ist die Entscheidung vom 23. Oktober 2019 nichtig und es wird in der Sache neu entschieden.
Mitte September 2020 entschied der Verwaltungsgerichtshof in einem erneuten Eilverfahren, dass Bundesligaspiele ab 20 Uhr und sonntags zwischen 13 und 15 Uhr nicht stattfinden dürfen. Sollte der Sportclub in die Europa- oder Champions League einziehen, dürfte er auch nachts spielen, denn dies seien „seltene Ereignisse“, für die höhere Grenzwerte gelten. Gleiches gilt auch für Spiele im DFB-Pokal.
Der Verwaltungsgerichtshof wies allerdings darauf hin, dass Europa- oder Champions League bzw. DFB-Pokalspiele in den Nachtstunden nur dann gespielt werden dürfen, wenn sie nur unwesentlich in die Nachtzeit hineinreichen. DFB-Pokalspiele mit einer Anstoßzeit um 20:45 Uhr sowie Spiele in der UEFA Europa League und in der UEFA Champions League mit einer Anstoßzeit um 21:05 Uhr bzw. 21:00 Uhr dagegen sind nicht statthaft, da die Baugenehmigung Spiele mit einem geplanten Spielbeginn nach 20:30 Uhr ausschließt.
Das Hauptsacheverfahren stand jedoch noch aus und der SC Freiburg ging weiterhin davon aus, mit den aktuell gültigen Grenzwerten die Spielstätte ohne Einschränkungen nutzen zu können.
Am 9. Februar 2022 einigte sich die Stadt mit sechs klagenden Anwohnern aus dem Stadtteil Mooswald, so dass die angesetzte Verhandlung vor dem Verwaltungsgericht Freiburg damit hinfällig wurde.

## Eigentumsverhältnisse und Finanzierung
Eigentümer des Stadions ist die Stadion Freiburg Objektträger GmbH & Co. KG, deren Anteile vollständig von der Stadt Freiburg gehalten werden. Die Stadt brachte in die Gesellschaft das Grundstück als Sacheinlage ein, der SC Freiburg als atypischer stiller Gesellschafter eine Kapitaleinlage in Höhe von mindestens 15 Millionen Euro, die sich bis zu einer Obergrenze in Höhe von 20 Millionen Euro bei jedem Jahr in der Bundesliga um eine Million Euro erhöht. Als dritte Beteiligung sollte die bei der Messe bestehende stille Beteiligung der Badischen Staatsbrauerei Rothaus von 12,78 Millionen Euro einfließen. Das Ministerium für Kultus, Jugend und Sport Baden-Württemberg bezuschusste das Stadion mit 16,2 Millionen Euro. Die übrigen 32,7 Millionen Euro sollten über Darlehen fremdfinanziert werden. Im Juli 2018 wurde bekannt, dass Rothaus aus der Finanzierung aussteigen und der SC Freiburg den Anteil übernehmen und über ein Darlehen finanzieren werde. Nach der Fertigstellung verpachtet die Gesellschaft das Stadion an den SC Freiburg, der in der Bundesliga jährlich bis zu 3,8 Millionen Euro netto und in der 2. Bundesliga jährlich bis zu 2,5 Millionen Euro netto Pacht zahlt.

## Ausgleichsmaßnahmen

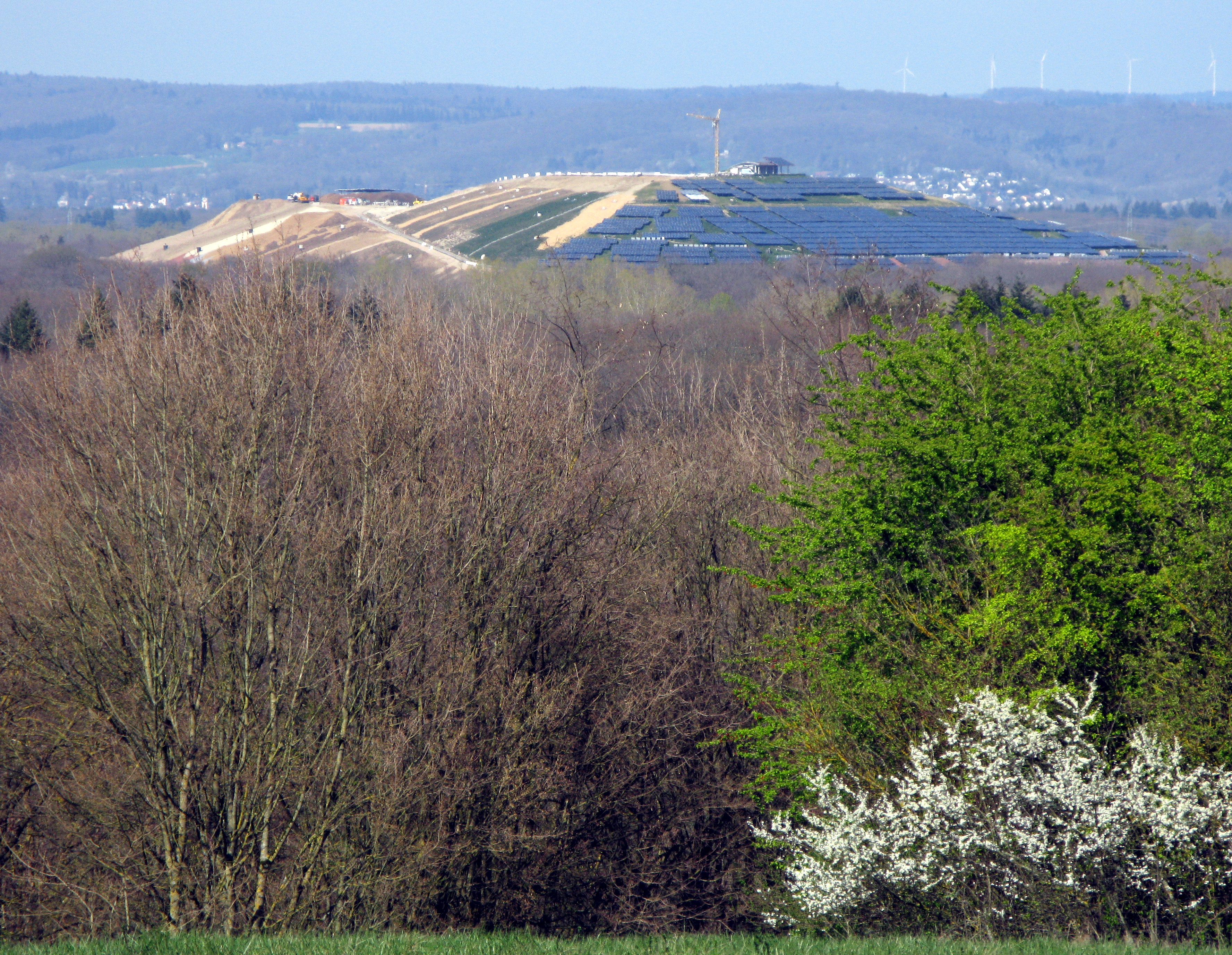
Der Eichelbuck erhielt Magerrasensoden von der Baustelle

Für den Bau der Fußballarena, die Verkehrsflächen und das Trainingsgelände wurden Ausgleichsmaßnahmen auf einer Fläche von rund 70 Hektar festgesetzt, für die die Stadt gut zehn Millionen Euro investiert, etwa die Hälfte davon ist für den Magerrasenausgleich vorgesehen. Knapp zehn Hektar bodensaurer Magerrasen wurden bei dem Bau beseitigt, dieser muss aufgrund seiner hohen Wertigkeit auf 16 Hektar ausgeglichen werden. Dafür wurden acht Hektar auf der ehemaligen Mülldeponie Eichelbuck, 5,3 Hektar am Flugplatz Bremgarten, 1,5 Hektar am Tuniberg und 1,2 Hektar am nördlichen Flugplatz ausgewählt. Die Planungen liefen zum Teil bereits seit dem Bürgerentscheid 2015. Im Juli 2019 waren schon vier Hektar Magerrasen auf dem Eichelbuck hergestellt. Bis 2021 soll diese Maßnahme abgeschlossen sein. Dafür wurden Magerrasensoden und Saatgut aus den Biotopen des Stadionbaufeldes entnommen und zum Einbau auf den Eichelbuck gebracht, um die typischen Pflanzenarten, wie auch Insekten auf der Ausgleichsfläche ansiedeln zu können. Schon nach wenigen Monaten zeigte sich dort eine große Ähnlichkeit, nicht nur bei den Pflanzen, zu den Biotopen am Flugplatz, wie eine Untersuchung 2018 zeigte. Damit das so bleibt, muss unter anderem mehrmals im Sommer gemäht werden. Die Ausgleichsmaßnahmen am nördlichen Flugplatz und am Flugplatz Bremgarten sind abgeschlossen. In Bremgarten wurde ein Teil der bisherigen Rollbahnen entsiegelt. Eine weitere Maßnahme ist die extensive Beweidung einer Fläche an der renaturierten Elz bei Köndringen mit Rindern, die dadurch gleichzeitig für die Dohle aufgewertet wird.

## Flugplatzanschluss
Auf dem benachbarten Flugplatz Freiburg sollen in Zukunft auch größere Maschinen landen können. Die Betreibergesellschaft arbeite bereits an der Genehmigung. Ein neues Feuerwehrfahrzeug wurde dafür bereits erworben. Wenn die Erlaubnis erteilt würde, könnten die Flugzeuge der Gästemannschaften direkt neben dem Stadion landen. Um das Risiko für wartende Fahrgäste an der Haltestelle Europa-Park Stadion zu minimieren, ist der gesamte Flugverkehr bei Betriebsrichtung 34 sowie Landungen bei Betriebsrichtung 16 im Zeitraum der Abreise der Stadionbesucher, das heißt jeweils eine Stunde nach Spielende, untersagt.

## Künstlerische Rezeption
Gemeinsam mit dem Partysänger Schromme Schlachtschiff veröffentlichte die Freiburger Dragqueen Betty BBQ Ende September 2021 das Lied Unser Stadion. Mitte Oktober 2021 soll ein Musikvideo folgen.